# Prática baseada em evidências
Prática baseada em evidências é a ideia de que todas as atividades ocupacionais devem ser baseadas em evidências científicas. Desde que a medicina baseada em evidências começou a ganhar popularidade na década de 1990, esta percepção passou a consolidar-se enquanto movimento em diferentes áreas, desde educação, políticas públicas e atividades da saúde como odontologia.
O movimento em direção a práticas baseadas em evidências tenta encorajar e, em alguns casos, exigir que os profissionais e outros decisores prestem mais atenção às evidências para informar a sua tomada de decisão. O objetivo da prática baseada em evidências é eliminar práticas pouco sólidas ou ultrapassadas em favor de práticas mais eficazes, mudando a base para a tomada de decisões da tradição, intuição e experiência não sistemática para uma investigação científica firmemente fundamentada.